# 勐宁区
勐宁区，是缅甸佤邦勐波县下辖的一个区，由佤邦政府和缅甸中央政府共同管理。

## 地理
勐宁区位于勐波县南部，北与南排区和勐嘎区接壤，南与缅甸联邦控制区掸邦景栋县孟卡镇区相连，全区在缅甸官方行政区划中由孟卡镇区管辖。

## 行政区划
勐宁区下辖7乡：
- 勐宁乡（Eung' Meung' Ngien）：旺芒村（Yaong Van Mang'）[6]
- 贺蚌乡
- 梅敢乡（Eung' Mie Kang）：南养村（Yaong Nan Yang）[7]
- 南波乡
- 邦东乡
- 贺景乡
- 喜烁乡